# Bosnisch-herzegowinischer Fußball-Cup 2021/22
Der bosnisch-herzegowinischer Fußballpokal 2021/22 (in der Landessprache Kup Bosne i Hercegovine) wurde zum 28. Mal ausgespielt. Titelverteidiger war der FK Sarajevo.
Das Viertel- und Halbfinale wurde in zwei Spielen ausgetragen, die anderen Runden jeweils in einem Spiel. Der Sieger qualifizierte sich für die zweite Qualifikationsrunde zur UEFA Europa Conference League 2022/23.

## Teilnehmende Mannschaften
Für die erste Runde waren folgende 32 Mannschaften sportlich qualifiziert:
| Premijer Liga 12 Vereine der Saison 2021/22 | Erste Liga FBiH 6 Vereine der Saison 2021/22                                                    | Erste Liga RS 7 Vereine der Saison 2021/22                                                                            | Zweite Liga FBiH 5 Vereine der Saison 2021/22                                                                     | Zweite Liga RS 1 Verein der Saison 2021/22 |
| FK Borac Banja Luka FK Leotar Trebinje NK Posušje FK Radnik Bijeljina FK Rudar Prijedor FK Sarajevo FK Sloboda Tuzla NK Široki Brijeg FK Tuzla City FK Velež Mostar FK Željezničar Sarajevo HŠK Zrinjski Mostar | FK Goražde NK GOŠK Gabela OFK Gradina Srebrenik FK Igman Konjic NK Travnik NK Zvijezda Gradačac | FK Ljubic FK Alfa Modriča FK Krupa na Vrbasu FK Omarska FK Sloboda Novi Grad FK Zvijezda 09 FK Željezničar Banja Luka | HNK Čapljina FK Klis Buturović Polje FK Rudar Han Bila HNK Sloga Uskoplje NK Stupčanica Olovo NK Svatovak Poljice | FK Sloboda Mrkonjić Grad                   |

## 1. Runde
| Datum                 |                          | Ergebnis              |                           |
| --------------------- | ------------------------ | --------------------- | ------------------------- |
| 28.09.2021, 16:00 Uhr | OFK Gradina Srebrenik    | 2:5 (0:3)             | FK Tuzla City             |
| 28.09.2021, 16:00 Uhr | NK Travnik               | 1:2 (0:0)             | HŠK Posušje               |
| 29.09.2020, 16:00 Uhr | HNK Sloga Uskoplje       | 1:0 (0:0)             | FK Željezničar Banja Luka |
| 29.09.2021, 16:00 Uhr | FK Sloboda Mrkonjić Grad | 0:1 (0:0)             | NK Široki Brijeg          |
| 29.09.2021, 16:00 Uhr | HNK Čapljina             | 1:2 (1:1)             | FK Radnik Bijeljina       |
| 29.09.2021, 16:00 Uhr | FK Klis Buturović Polje  | 0:1 (0:0)             | FK Igman Konjic           |
| 29.09.2021, 16:00 Uhr | FK Rudar Han Bila        | 0:6 (0:2)             | FK Željezničar Sarajevo   |
| 29.09.2021, 16:00 Uhr | FK Ljubic                | 1:0 (0:0)             | NK GOŠK Gabela            |
| 29.09.2021, 16:00 Uhr | FK Goražde               | 0:2 (0:1)             | FK Sloboda Tuzla          |
| 29.09.2021, 16:00 Uhr | FK Alfa Modriča          | 1:4 (0:3)             | FK Sarajevo               |
| 29.09.2021, 16:00 Uhr | NK Svatovak Poljice      | 1:2 (0:0)             | HŠK Zrinjski Mostar       |
| 29.09.2021, 16:00 Uhr | NK Stupčanica Olovo      | 1:3 (1:2)             | FK Borac Banja Luka       |
| 29.09.2020, 16:00 Uhr | FK Omarska               | 1:1 (1:1) (6:5 i. E.) | FK Rudar Prijedor         |
| 06.10.2021, 15:00 Uhr | FK Krupa na Vrbasu       | 0:2 (0:1)             | NK Zvijezda Gradačac      |
| 06.10.2021, 15:00 Uhr | Sloboda Novi Grad        | 1:2 (0:0)             | FK Leotar Trebinje        |
| 06.10.2021, 15:00 Uhr | FK Zvijezda 09           | 0:3 (0:1)             | FK Velež Mostar           |

## Achtelfinale
Die Spiele fanden am 27. Oktober 2021 statt.
| Datum                 |                         | Ergebnis              |                     |
| --------------------- | ----------------------- | --------------------- | ------------------- |
| 27.10.2021, 14:00 Uhr | FK Sloboda Tuzla        | 1:1 (0:1) (3:2 i. E.) | HŠK Zrinjski Mostar |
| 27.10.2021, 14:30 Uhr | FK Leotar Trebinje      | 1:2 (0:2)             | FK Borac Banja Luka |
| 27.10.2021, 14:30 Uhr | NK Zvijezda Gradačac    | 1:1 (0:1) (6:5 i. E.) | HŠK Posušje         |
| 27.10.2021, 14:30 Uhr | FK Omarska              | 0:1 (0:1)             | FK Igman Konjic     |
| 27.10.2021, 14:30 Uhr | HNK Sloga Uskoplje      | 0:6 (0:4)             | FK Velež Mostar     |
| 27.10.2021, 14:30 Uhr | FK Radnik Bijeljina     | 0:1 (0:1)             | NK Široki Brijeg    |
| 27.10.2021, 16:30 Uhr | FK Željezničar Sarajevo | 2:4 (1:3)             | FK Tuzla City       |
| 27.10.2021, 17:30 Uhr | FK Sarajevo             | 1:0 (0:0)             | FK Ljubic           |

## Viertelfinale
Die Hinspiele fanden am 2. März 2022, die Rückspiele am 16. März 2022 statt.
|                      | Gesamt          |                     | Hinspiel  | Rückspiel |
| -------------------- | --------------- | ------------------- | --------- | --------- |
| NK Zvijezda Gradačac | 1:6             | FK Igman Konjic     | 1 0:3 1   | 1:3 (0:2) |
| FK Tuzla City        | 2:2 (4:3 i. E.) | FK Borac Banja Luka | 0:1 (0:1) | 2:1 (0:1) |
| FK Sarajevo          | 2:0             | FK Sloboda Tuzla    | 2:0 (1:0) | 0:0 (0:0) |
| FK Velež Mostar      | 4:1             | NK Široki Brijeg    | 4:0 (1:0) | 0:1 (0:0) |

## Halbfinale
Die Hinspiele fanden am 6. April 2022, die Rückspiele am 20. April 2022 statt.
|                 | Gesamt |                 | Hinspiel  | Rückspiel |
| --------------- | ------ | --------------- | --------- | --------- |
| FK Velež Mostar | 5:0    | FK Tuzla City   | 4:0 (3:0) | 1:0 (1:0) |
| FK Sarajevo     | 4:0    | FK Igman Konjic | 2:0 (1:0) | 2:0 (1:0) |

## Finale
| Paarung         | FK Sarajevo – FK Velež Mostar |
| Ergebnis        | 0:0; 3:4 i. E. |
| Datum           | 19. Mai 2022 um 19:00 Uhr |
| Stadion         | Stadion Asim Ferhatović Hase, Sarajevo |
| Zuschauer       | 9.000 |
| Schiedsrichter  | Irfan Peljto |
| Tore            | Elfmeterschießen: 1:0 Asmir Suljić 1:1 Haris Ovčina Dal Varešanović (Pfosten) 1:2 Nermin Haskić 2:2 Adnan Šećerović Denis Zvonić (gehalten) Mirko Oremuš (gehalten) 2:3 Omar Pršeš 3:3 Darko Bodul 3:4 Brandao de Souza                                                                                            |
| FK Sarajevo     | Belmin Dizdarević – Darko Lazić, Nihad Mujakić (80. Selmir Pidro), Amer Dupovac , Halid Šabanović – Andrej Đokanović (80. Mirko Oremuš), Rifet Kapić (72. Adnan Šećerović), Dal Varešanović – Asmir Suljić, Anel Hebibović (84. Darko Bodul), Mersudin Ahmetović (84. Dražen Bagarić) Cheftrainer: Dženan Uščuplić |
| FK Velež Mostar | Marko Jovičić (90. Slaviša Bogdanović) – Denis Zvonić , Samir Zeljković, Slaviša Radović, Mehmed Ćosić (46. Nermin Haskić) – Dino Hasanović (75. Omar Pršeš), Samir Radovac, Haris Ovčina, Nemanja Anđušić (75. Edo Vehabović) – Arman Džanković (62. Brandao), Alen Dejanović Cheftrainer: Feđa Dudić             |
| Gelbe Karten    | Amer Dupovac, Andrej Đokanović, Darko Lazić, Adnan Šećerović – Dino Hasanović, Omar Pršeš, Denis Zvonić |
| Platzverweise   | Halid Šabanović (90.) – keine |